# Un conte de Noël
Un conte de Noël ('een Kerstverhaal') is een Franse dramafilm uit 2008 onder regie van Arnaud Desplechin. De film werd genomineerd voor negen Césars, waarvan Jean-Paul Roussillon die voor beste bijrolspeler daadwerkelijk won. Daarnaast won Desplechin de Étoile d'Or voor beste regie en waren er nominaties voor de Gouden Palm van het Filmfestival van Cannes 2008, de European Film Award voor beste montage (Laurence Briaud) en de Satellite Award voor beste actrice (Catherine Deneuve).

## Inhoud

### Proloog
Abel (Jean-Paul Roussillon) en Junon Vuillard (Catherine Deneuve) kregen in 1962 hun eerste kind, zoon Joseph. Twee jaar later werd dochter Elizabeth geboren. Op de kleuterschool bleek Joseph te lijden aan Burkittlymfoom. Alleen een beenmergtransplantatie kon hem redden, maar niemand in de familie was geschikt om als donor te dienen. Abel en Junon kregen daarom een derde kind, Henri, maar ook zijn beenmerg was niet geschikt voor Joseph, die op zesjarige leeftijd stierf. Zes jaar later kregen Abel en Junon hun vierde kind, Ivan. Henri groeide afgewezen door zijn moeder en met haatgevoelens bekeken door Elizabeth verder op. In reactie daarop zette hij zich af tegen zijn familie en viel hij van de ene ontsporing in de andere.

### Verhaal
Wanneer alle telgen van de familie Vuillard volwassen zijn, moet Henri (Mathieu Amalric) terechtstaan in een rechtszaak die tegen hem is aangespannen vanwege oplichting. Wanneer hij niet in staat is het gevorderde bedrag te betalen, moet hij de gevangenis in. Abel wil zich in de schulden steken om zijn zoon uit de gevangenis te houden, maar Elizabeth (Anne Consigny) houdt hem tegen. Zij stelt voor Henri's torenhoge schuld te betalen, op voorwaarde dat zij de rest van haar leven nooit meer iets van hem ziet of hoort en iedereen daaraan meewerkt. Haar familie gaat akkoord.
Vijf jaar na Henri's rechtszaak zakt Junon in haar huiskamer in elkaar. Ze blijkt te lijden aan leukemie en heeft 75% kans hieraan te sterven. Haar enige kans op overleving is een beenmergtransplantatie, hoewel die ook pijnlijk verkeerd kan uitpakken (GVH, graft-versus-hostreactie). Op datzelfde moment wordt Elizabeths vijftienjarige zoon Paul (Emile Berling) met psychische problemen opgenomen in een kliniek. De hele familie laat zich testen en alleen het beenmerg van Paul blijkt compatibel met dat van Junon. Elizabeth krijgt dit als enige te horen en wil dit voorlopig geheim houden, maar Paul zelf vindt in een kastje de formulieren waarop dit staat vermeld. Hij zoekt op eigen houtje Henri op, die vijf jaar niemand van zijn familie heeft gezien. Die vindt het leuk zijn neefje te zien en belooft op diens uitnodiging in te gaan om Kerstmis te komen vieren met heel de familie, bij Abel en Junon thuis. Om Paul te steunen, protesteert niemand tegen zijn wens.
Een paar dagen voor Kerstmis neemt de hele familie Vuillard haar intrek in het huis van Abel en Junon. Elizabeth komt met haar man Claude (Hippolyte Girardot) en Paul, Ivan (Melvil Poupaud) komt met zijn vrouw Sylvia (Chiara Mastroianni) en hun zoontjes Basile (Thomas Obled) en Baptiste (Clément Obled) en Henri komt onverwacht met een vriendin opdagen, Faunia (Emmanuelle Devos). Zij vindt zijn afwijkende humor juist charmant. Daarnaast is neef Simon (Laurent Capelluto) te gast. Hij groeide op met Ivan en Henri. De hele familie vindt het leuk om Henri weer te zien, alleen Elizabeth haat hem nog steeds en Junon is het eender. Ze kan best met hem overweg, maar gehouden van elkaar hebben ze allebei nooit. Faunia ziet Henri's hele familie voor het eerst, inclusief oude foto's van Joseph en van Henri's bij een auto-ongeluk omgekomen echtgenote Madeleine. Elizabeth ziet alles zwijgend aan.
Tijdens het diner vraagt Henri de aandacht voor een toost. Hij vertelt dat hij zich heeft laten testen en dat zijn beenmerg geschikt is gebleken voor een benodigde transplantatie voor Junon. Hij wordt donor. Elizabeth is verbolgen hierover en wil Junon op andere gedachten brengen. Ze wil absoluut niet hebben dat Henri de held van de familie kan worden en al helemaal niet dat hij de 'moordenaar' van haar moeder wordt als de transplantatie verkeerd uitwerkt en Henri's beenmerg Junons lichaam vernietigt. Elizabeth wil dat Pauls beenmerg wordt genomen om hem zo de kans te geven te voelen dat hij iets betekent. Dat ontbeert hij. Paul zelf is Henri niettemin dankbaar dat die hem de pijnlijke ingreep wil besparen. Junon weigert Elizabeths verzoek. Henri laat zich controleren in het ziekenhuis en wordt gewaarschuwd. Door zijn vele roken en drinken is de beenmergtransplantatie voor hemzelf riskant. Het interesseert hem niet zoveel en hij wil ermee doorgaan. Henri wil weten waarom Elizabeth hem zo haat, maar niemand in de familie weet daarop het antwoord. Henri mist zijn familieleden. Elizabeth praat er met niemand over dat het aanzicht van Henri haar het gemis van Joseph doet voelen.
Het valt Sylvia op dat Simon zich erg afzijdig houdt. De vriendin van Abels overleden moeder Rosaimée (Françoise Bertin) vertelt Sylvia dat dit komt doordat hij zelf oorspronkelijk op haar viel, maar haar aan Ivan gunde. Ivan was een kwetsbare en ingetogen jongen die haar ontmoette toen hij samen met Simon en Henri uit was. Die versierden regelmatig meisjes, maar hij niet. Hij vertelde Simon dat hij ten onder zou gaan als hij Sylvia niet zou kunnen krijgen. Simon heeft zich daarom afzijdig gehouden. Nu Sylvia dit hoort is ze kwaad. Ze vindt dat alleen zij het recht had en heeft om Ivan boven Simon te verkiezen en dat niemand dat voor haar had mogen doen. Ze zoekt Simon op en hij bekent. Hij is daarnaast altijd van haar blijven houden en blijft daarom afzijdig, zodat hij niet steeds hoeft toe te zien hoe gelukkig Ivan en zij met elkaar zijn. Sylvia houdt ook van hem, maar ook van Ivan en haar kinderen, die ze trouw blijft. Met die wetenschap kan Simon toch verder met zijn leven. Faunia heeft een hekel aan Kerstmis en maakt zich uit de voeten voor de festiviteiten hieromtrent beginnen. Paul trekt zich op aan zijn gesprekken met Henri, die zoals toegezegd zijn beenmerg doneert aan Junon. Elizabeth accepteert dat Henri geen schuld heeft aan Josephs overlijden.

## Rolverdeling
| - Catherine Deneuve - Junon Vuillard - Jean-Paul Roussillon - Abel Vuillard - Anne Consigny - Elizabeth - Mathieu Amalric - Henri Vuillard - Melvil Poupaud - Ivan Vuillard - Hippolyte Girardot - Claude - Emmanuelle Devos - Faunia - Chiara Mastroianni - Sylvia | - Laurent Capelluto - Simon - Emile Berling - Paul - Thomas Obled - Basile - Clément Obled - Baptiste - Françoise Bertin - Rosaimée - Samir Guesmi - Spatafora, huisvriend - Azize Kabouche - Dokter Zraïdi |